# Pentonville Road
Pentonville Road – ulica w centralnym Londynie, biegnąca wzdłuż południowego skraju dzielnicy Pentonville, w gminie Islington. Ulica prowadzi w linii prostej od okolicy dworca kolejowego King′s Cross na zachodzie do dawnego pubu i hotelu The Angel na wschodzie. Jej przedłużenie w kierunku zachodnim stanowi Euston Road, a wschodnim – City Road. Stanowi część wewnętrznej obwodnicy Londynu (Inner Ring Road).

## Historia
Zbudowana w 1756 roku jako wschodni odcinek drogi, która połączyła Paddington, wówczas na zachodnim skraju stolicy, z City. Na wschodzie droga docierała do zajazdu The Angel, stanowiącego przystanek na istniejącym szlaku prowadzącym z Londynu na północ. Nowa droga omijała obszary zabudowane, względnie prosta i szeroka, miała umożliwić szybką i wygodną podróż powozom przemierzającym trasę z centrum stolicy do jej zachodnich przedmieść. Przede wszystkim zaś miała służyć jako trasa dla poganiaczy bydła i owiec, podążających ze swoimi stadami dwa razy w tygodniu na targ mięsny w Smithfield. Wcześniej zwierzęta pędzone były przez miasto, ulicami West Endu i Holborn. Budowa tej drogi była największym przedsięwzięciem inżynierii drogowej w ówczesnej historii Londynu i przez wiele lat takim pozostawała. Do 1830 roku za korzystanie z niej pobierane było myto.
W 1773 roku w sąsiedztwie ulicy zostało rozplanowane Pentonville, jedno z najwcześniejszych planowanych przedmieść Londynu. Jemu ulica zawdzięcza swoją nazwę, którą otrzymała w 1857 roku. Wzdłuż ulicy powstała pierwotnie zabudowa mieszkalna, która pod koniec XIX wieku ustąpiła budynkom handlowym i przemysłowym; wiele z nich od tamtej pory wyburzono lub przystosowano do innych funkcji. W latach 70. i 80. XX wieku wzdłuż ulicy wzniesiono budynki biurowe; natomiast na przełomie XX i XXI wieku – liczne apartamentowce, część przeznaczona dla studentów. Przetrwała niewielka część oryginalnej zabudowy – domy szeregowe w stylu georgiańskim położone blisko wschodniego krańca ulicy.

## W kulturze
Pentonville Road jest jedną z nieruchomości na standardowej, brytyjskiej planszy do gry Monopoly, w tej samej (jasnoniebieskiej) grupie co Euston Road oraz pub The Angel.

## Galeria

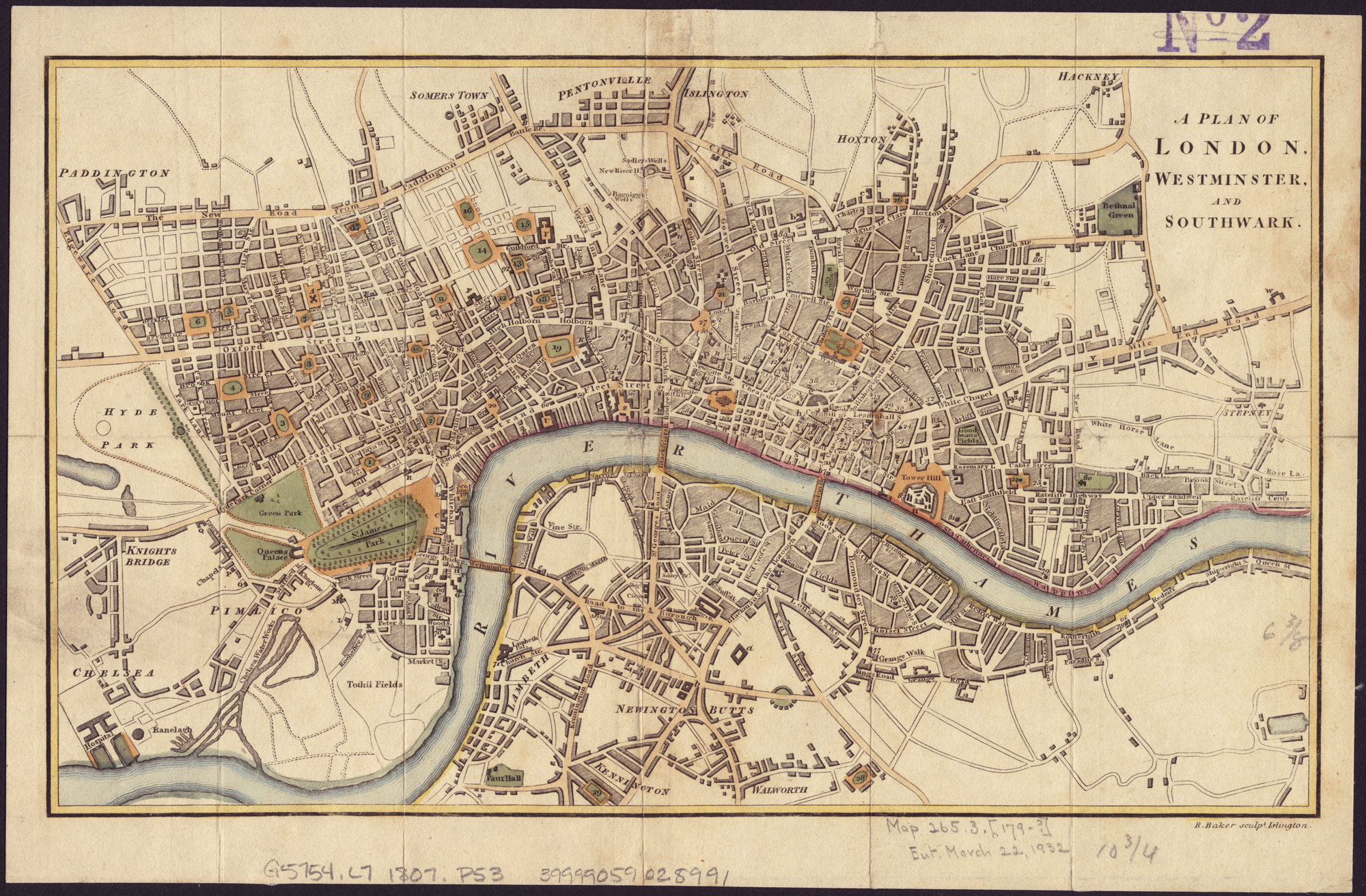
Mapa Londynu z 1809 roku – ulica (niepodpisana) widoczna w górnej części mapy, poniżej nazwy „Pentonville”
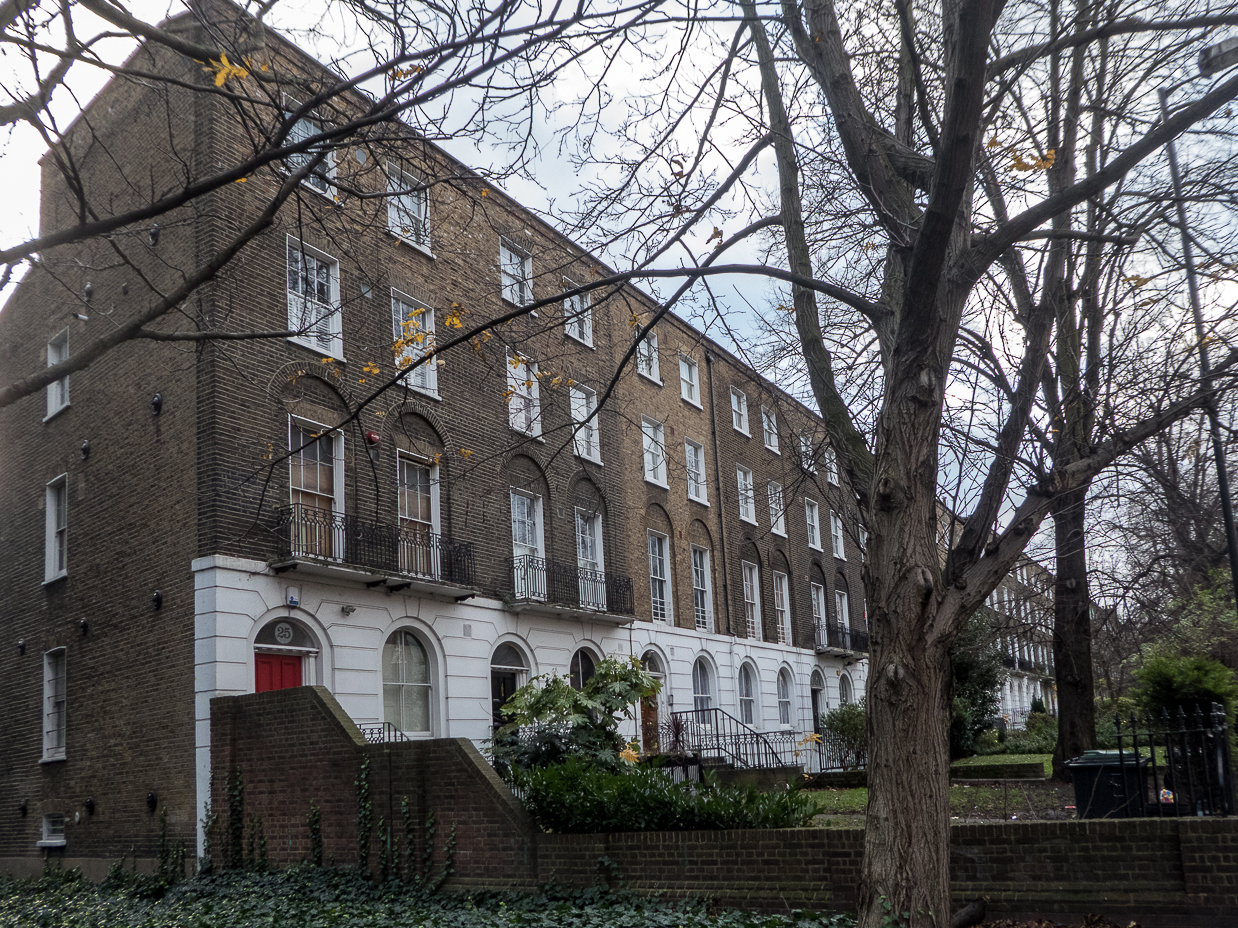
Domy szeregowe z początku XIX wieku; pozostałość po pierwotnej zabudowie ulicy
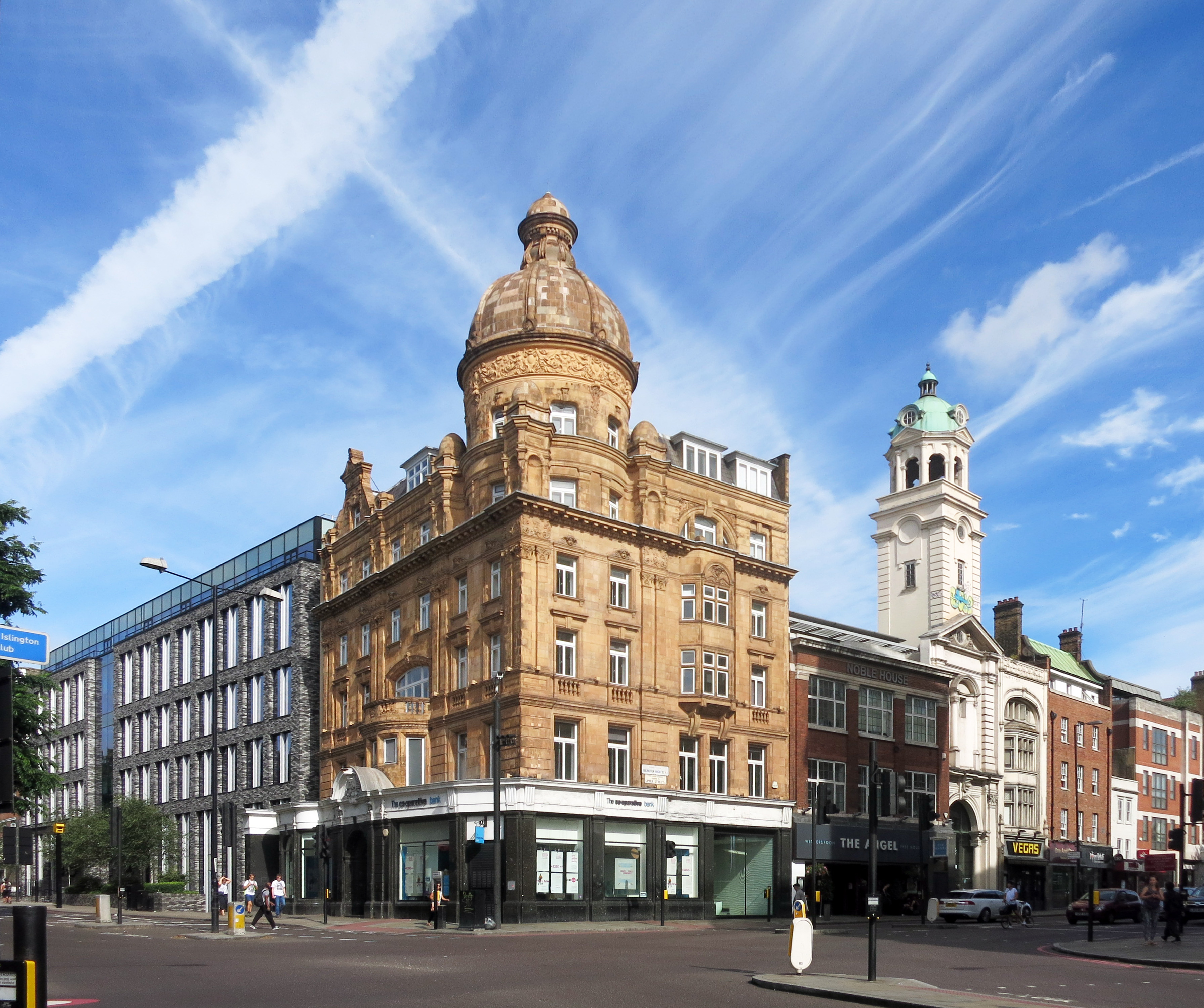
Dawny hotel The Angel na wschodnim skraju ulicy